# Friesodielsia dielsiana
Espèce
Friesodielsia dielsiana (Engl.) Steenis est une espèce de plantes à fleurs de la famille des Annonaceae et du genre Friesodielsia. C'est une liane endémique du Cameroun.

## Étymologie
Son épithète spécifique dielsiana rend hommage au botaniste allemand Ludwig Diels.

## Distribution
Endémique, très rare, elle a été récoltée par Georg August Zenker en 1902 à Bipindi, dans la Région du Sud.